# Mecenatismo

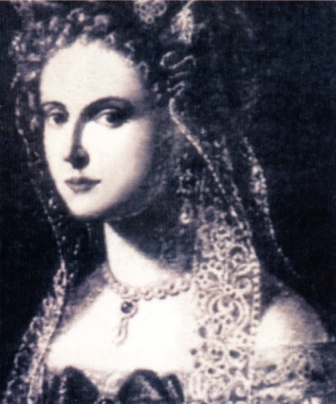
Ritratto di Aurora Sanseverino, poetessa e mecenate italiana

Il mecenatismo  è  il sostegno ad attività artistiche e culturali e, più nello specifico, nei confronti degli stessi artisti coinvolti in tali attività. Chi sostiene queste attività è detto mecenate (per antonomasia prende il nome di Gaio Cilnio Mecenate, 68 a.C. - 8 d.C.).

## Storia

### Accezione storica
In passato, il mecenatismo era uso manifestarsi in forma di sostegno economico e materiale da parte di sovrani, signori, aristocratici e possidenti, nei confronti di artisti (letterati, pittori, scultori, musicisti) i quali, a fronte della relativa libertà di produrre le proprie opere, tra l'altro usavano contraccambiare tale sostegno svolgendo incarichi di tipo cancelleresco, oppure ponendo la propria arte al servizio del potere rappresentato dai loro benefattori, dando così prestigio alle loro corti. Il fenomeno del mecenatismo fu anche ampiamente utilizzato dalla Chiesa.
Il Mecenate eponimo fu un influente consigliere dell'imperatore romano Augusto, che formò un circolo di intellettuali e poeti che sostenne nella loro produzione artistica. Nel Rinascimento italiano il mecenatismo è collegato al fenomeno della magnificenza. Tra gli esempi più noti di mecenatismo nella storia seguente, vi è quello di Firenze, dove i signori della città, i Medici, sostennero e patrocinarono numerosi artisti al fine di dare lustro alla propria casata: Cosimo il Vecchio (1389-1464) e suo nipote Lorenzo il Magnifico (1449-1492) radunarono a corte i migliori artisti, letterati, umanisti e filosofi del tempo: alcuni per tutti, Michelozzo, Pico della Mirandola, Angelo Poliziano, Antonio Pollaiolo e Sandro Botticelli.

### Accezione contemporanea
In epoca contemporanea, non sono mancati mecenati nell'accezione tradizionale, come  Peggy Guggenheim.